# Asialeyrodes euphoriae
Asialeyrodes euphoriae là một loài côn trùng cánh nửa trong họ Aleyrodidae, phân họ Aleyrodinae.
Asialeyrodes euphoriae được Takahashi miêu tả khoa học đầu tiên năm 1942.